# Киссенбрюк
Киссенбрюк (нем. Kissenbrück) — община в Германии, в земле Нижняя Саксония.
Входит в состав района Вольфенбюттель. Подчиняется управлению Ассе. Население составляет 1784 человека (на 31 декабря 2010 года). Занимает площадь 6,64 км².
| Год  | Население |
| ---- | --------- |
| 1990 | 1089      |
| 1995 | 1257      |
| 2000 | 1592      |
| 2005 | 1863      |
| 2010 | 1808      |